# Evropská cesta cihlové gotiky

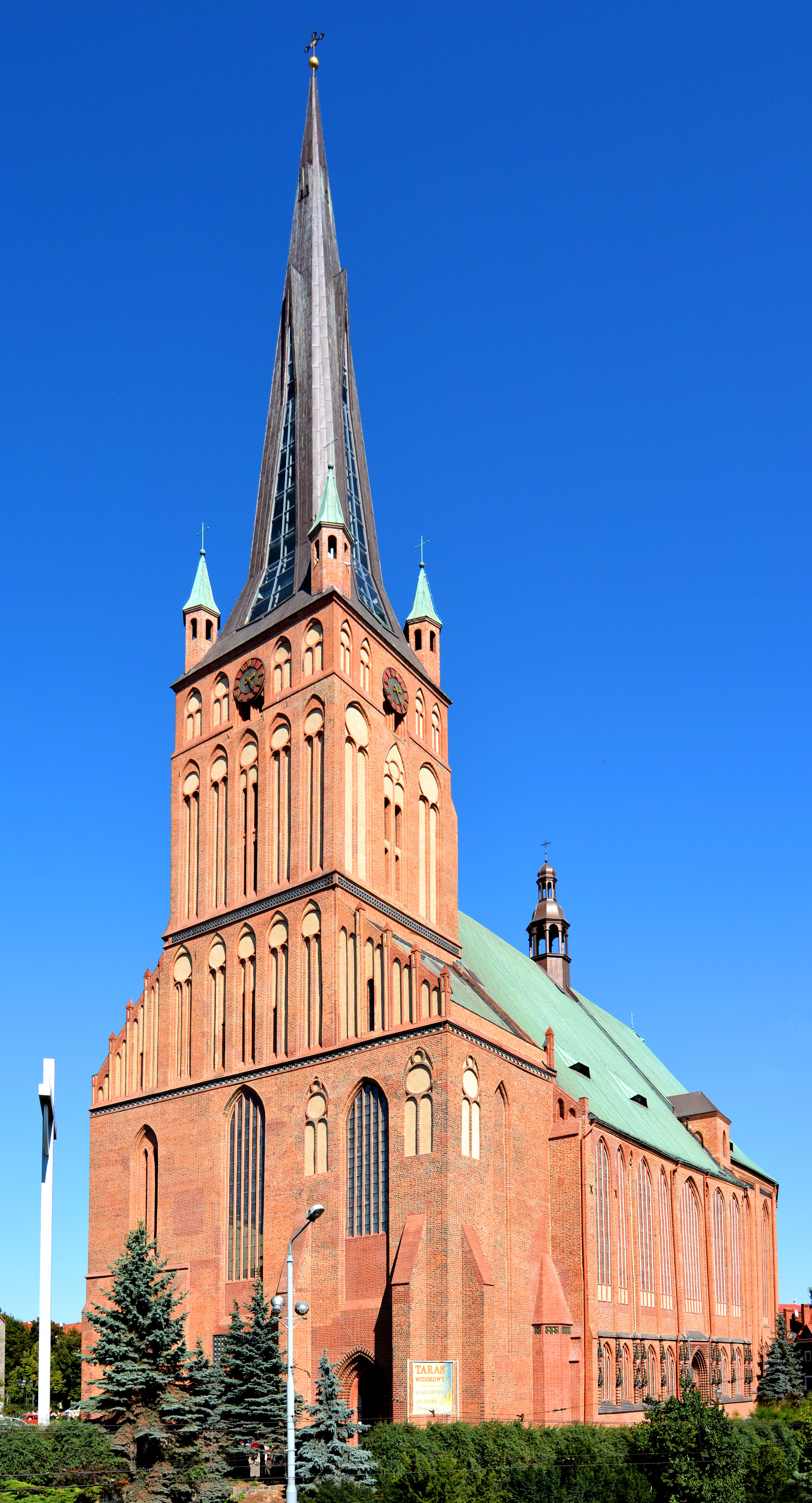
Bazilika sv. Jakuba (Štětín)

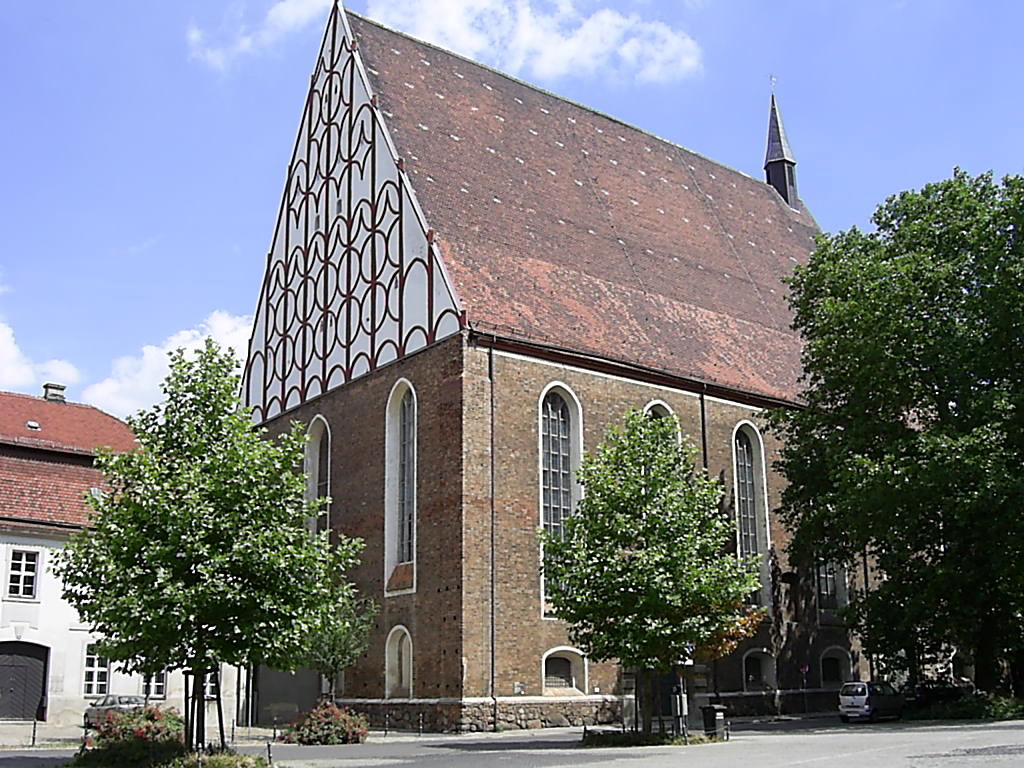
Konzerthalle (Frankfurt nad Odrou)

Evropská cesta cihlové gotiky (anglicky European Route of Brick Gothic, EuRoB) je turistická a cyklistická trasa, která pokrývá celkem 34 měst s cihlovou gotickou architekturou v sedmi krajích kolem Baltského moře. Trasa prochází Dánskem, Estonskem, Litvou, Lotyšskem, Německem, Polskem a Švédskem.
Na trase jsou gotické kostely, kláštery, brány, věže a radnice ve městech, která ve své historii byla spojena s Hanzou.
Evropská cesta cihlové gotiky je spolufinancována Evropskou unií z Evropského fondu regionálního rozvoje v rámci Interreg.

## Seznam měst, která leží na cestě
- Dánsko:
  1. Aarhus
  2. Haderslev
  3. Horsens
  4. Kodaň
  5. Næstved
  6. Ribe

- Estonsko:
  1. Tartu

- Litva:
  1. Vilnius

- Lotyšsko:
  1. Riga

- Německo:
  1. Anklam
  2. Bad Doberan
  3. Brandenburg an der Havel
  4. Buxtehude
  5. Frankfurt nad Odrou
  6. Greifswald
  7. Güstrow
  8. Lüneburg
  9. Neubrandenburg
  10. Neukloster
  11. Parchim
  12. Prenzlau
  13. Ribnitz-Damgarten
  14. Rujána
  15. Schleswig
  16. Schwerin
  17. Stendal
  18. Stralsund
  19. Wismar
  20. Wolgast

- Polsko:
  1. Chełmno
  2. Gdaňsk
  3. Kamień Pomorski
  4. Olštýn
  5. Płock
  6. Sławno
  7. Stargard
  8. Štětín
  9. Toruň

- Švédsko:
  1. Malmö
  2. Stockholm
  3. Ystad

## Galerie

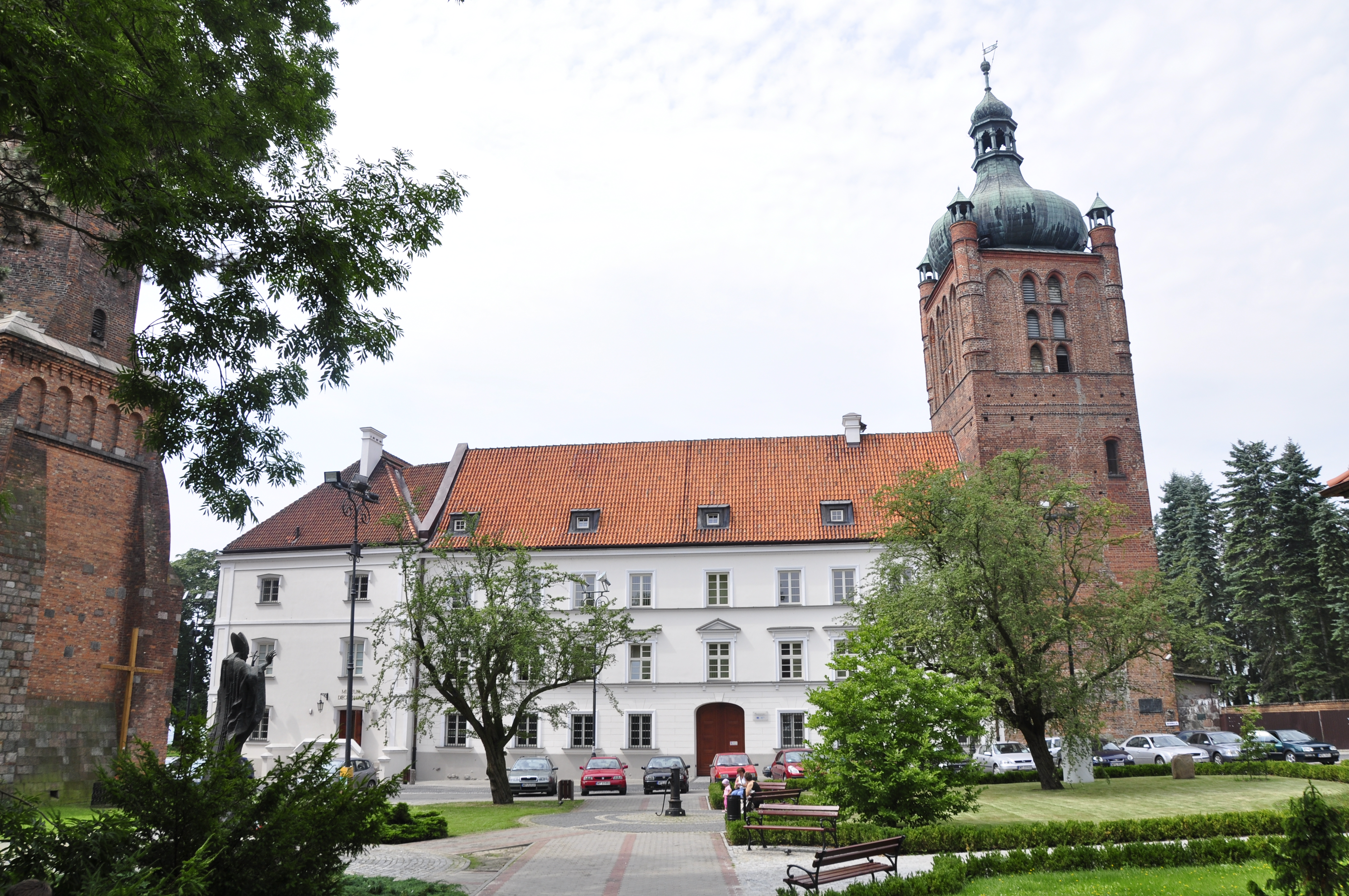
Zámek Płock
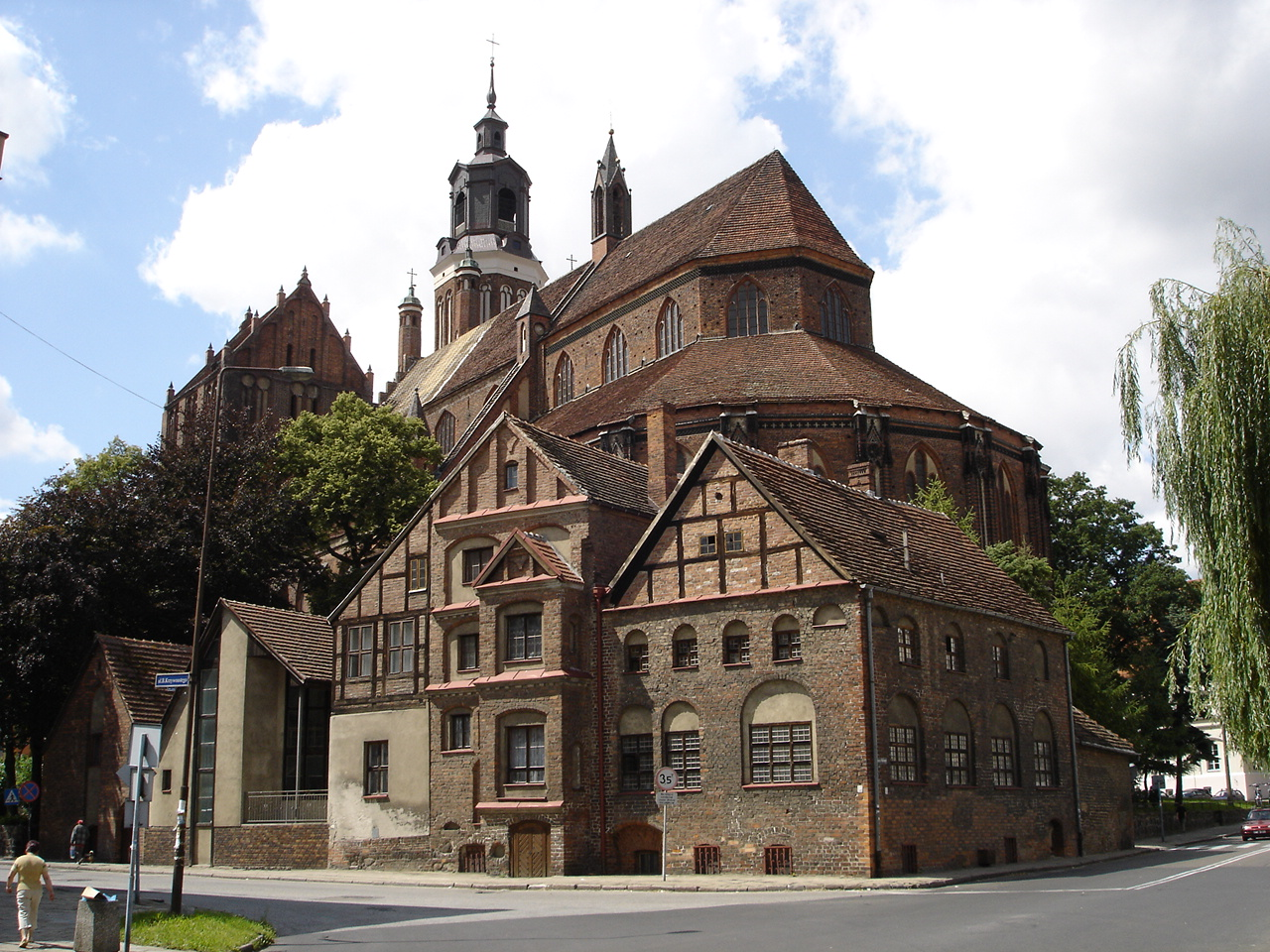
Mariánský kostel (Stargard)
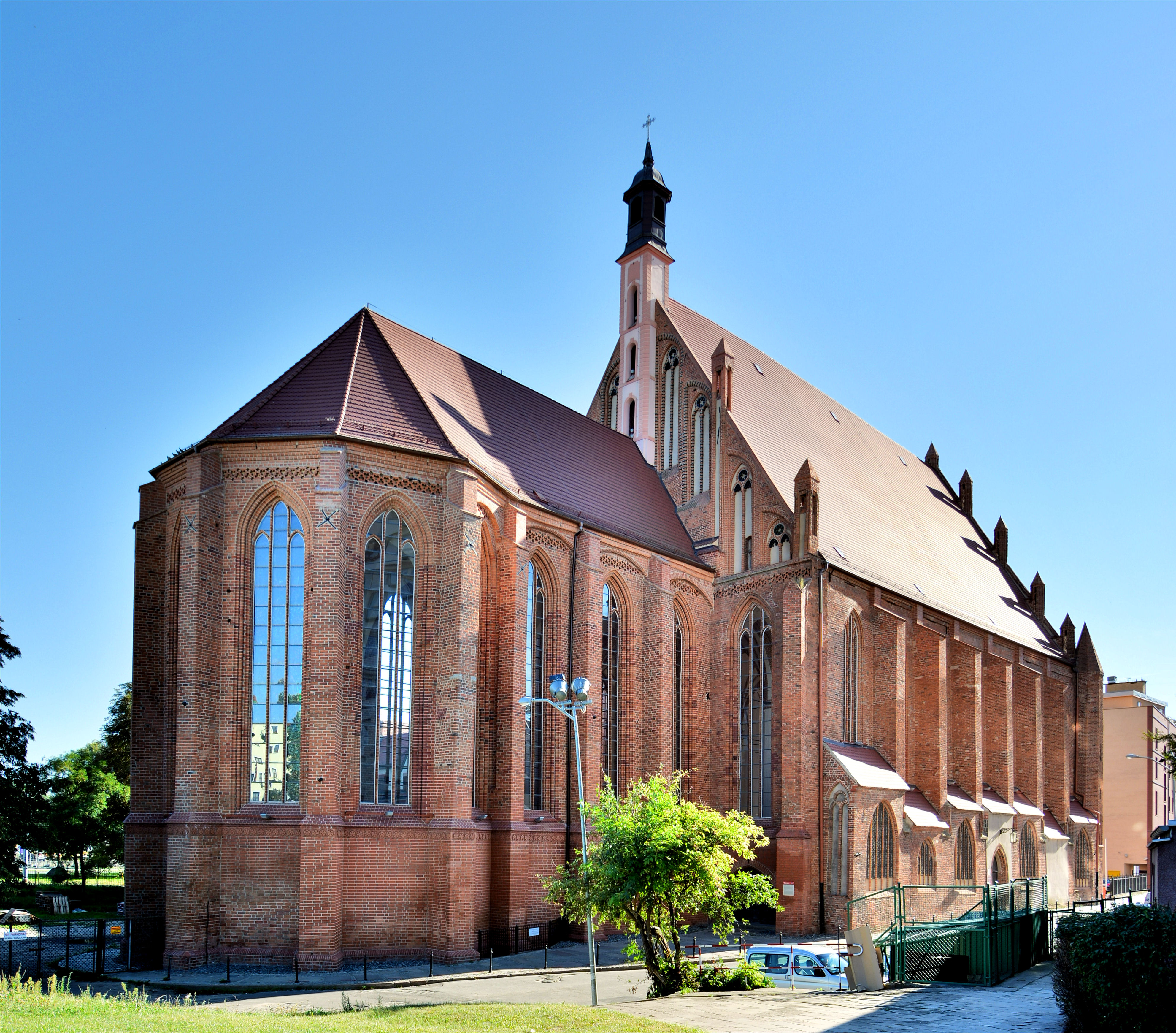
Kostel sv. Jana Evangelisty (Štětín)
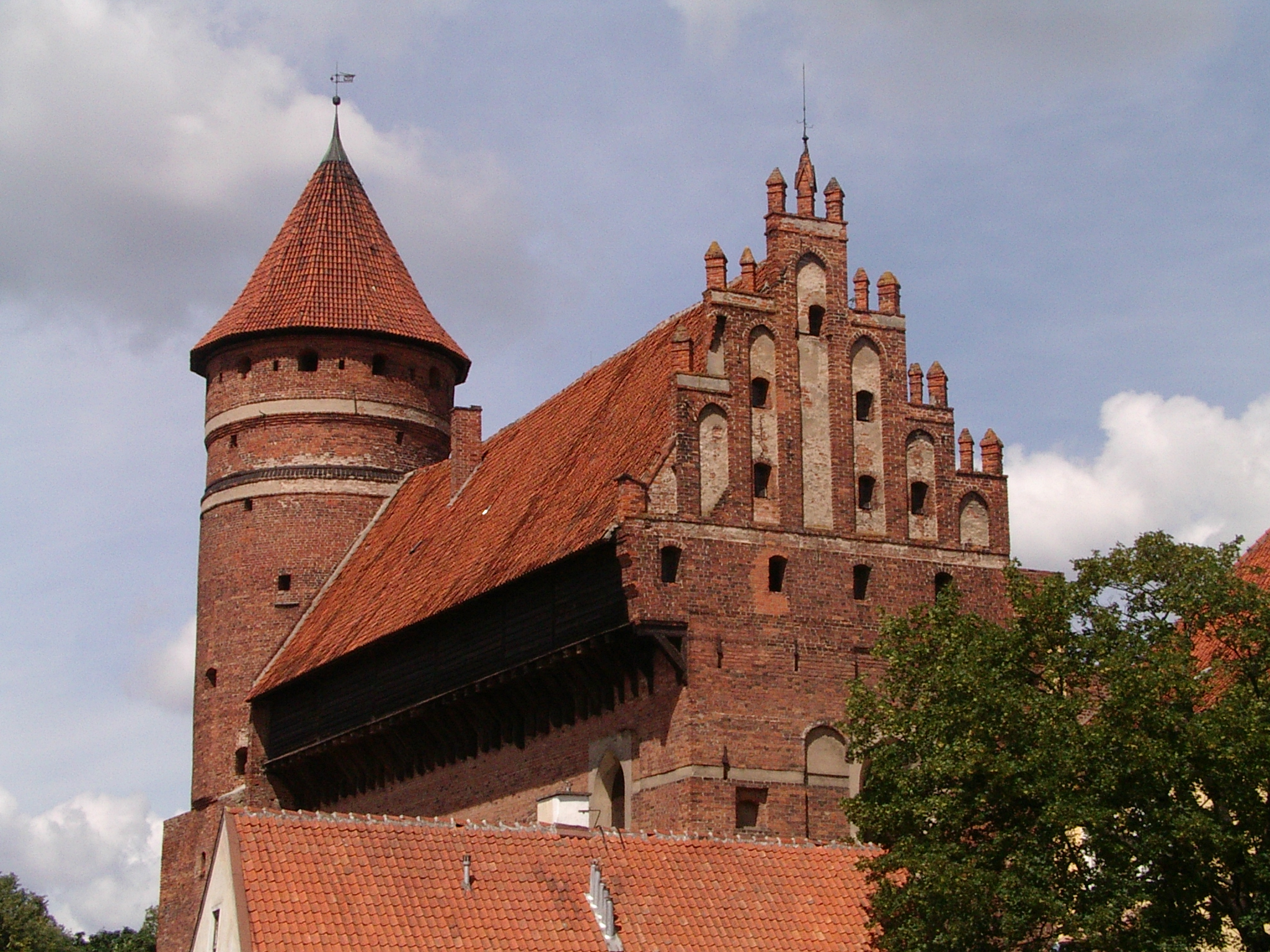
Zámek (Olštýn)
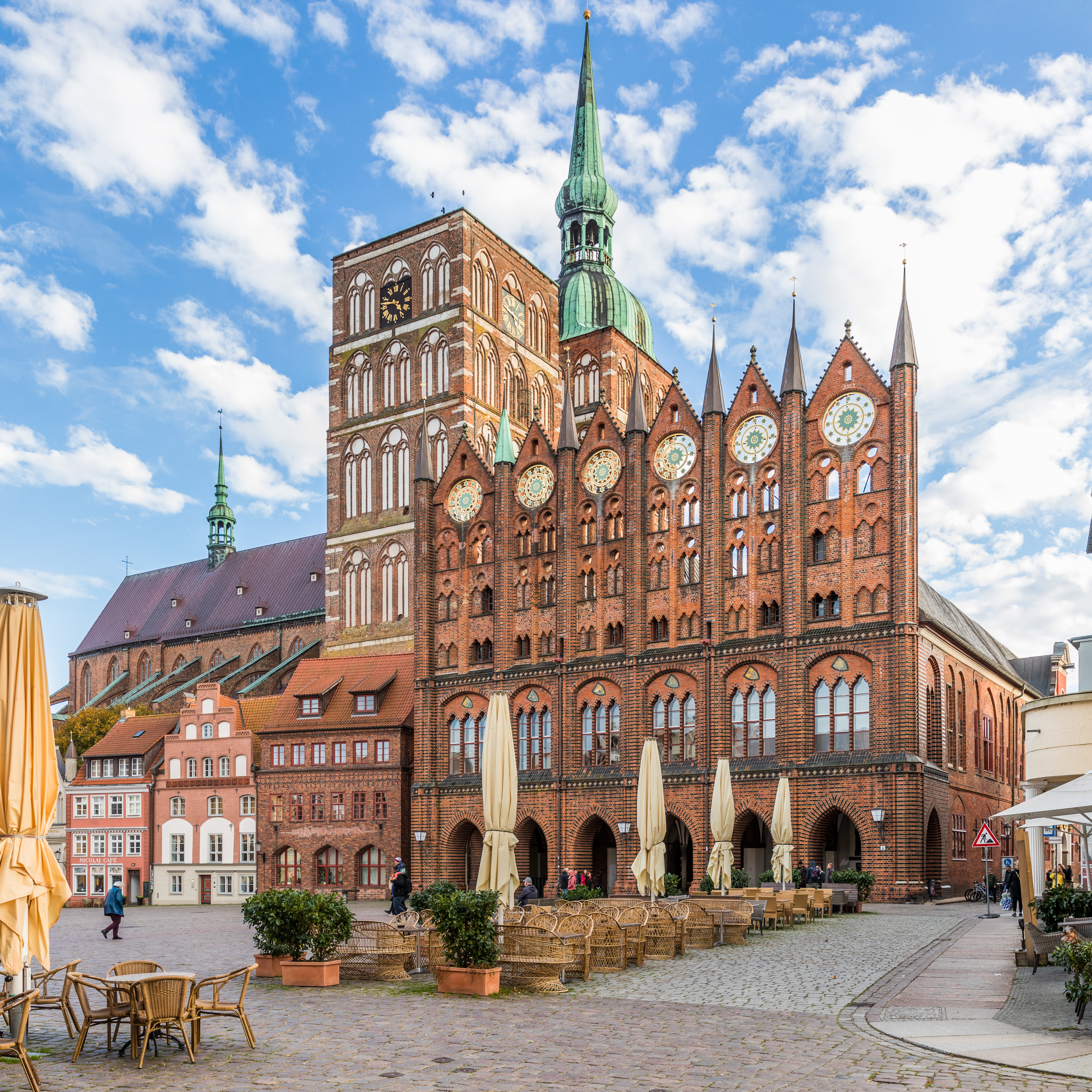
Radnice a kostel sv. Mikuláše (Stralsund)
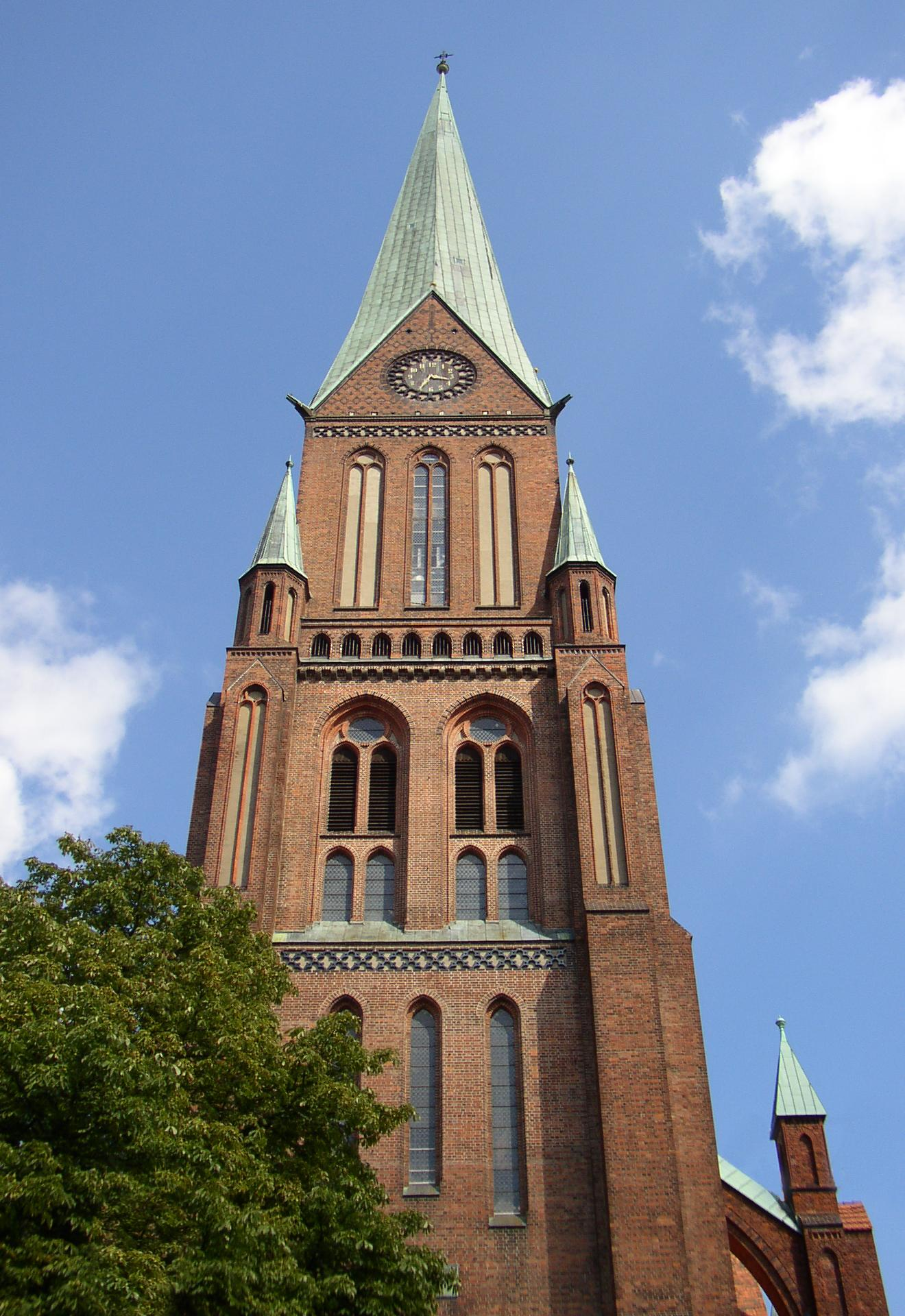
Katedrála (Schwerin)
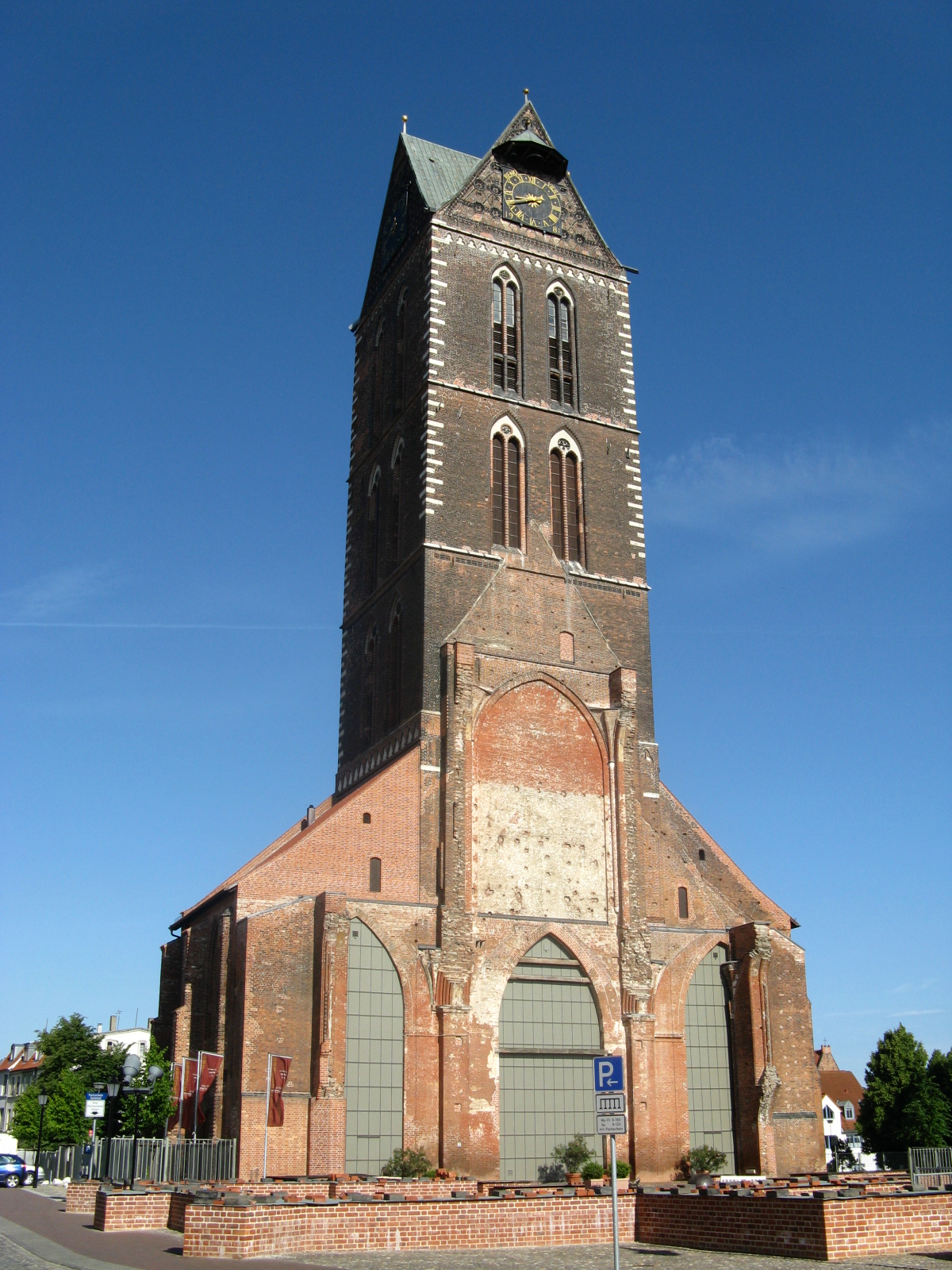
Mariánský kostel (Wismar)